# 夫婦瀑布
夫婦瀑布又名「夫妻瀑布」，日治時期稱之為「夫妻瀧」，位於花蓮縣秀林鄉木瓜溪左岸支流，夫婦山南方山麓。瀑布標高約720公尺至480公尺，為四階連瀑，由上至下落差依序約為40、10、80、110公尺，總落差約240公尺。瀑布自高崖傾洩而下，中段一分為二，遠遠望去看似夫婦並肩而立，所以又稱「夫婦灑」，夫婦山也因此得名。戰後花蓮著名漢學家駱香林主導編纂花蓮縣志過程中，選出了代表花蓮名勝的「花蓮八景」，其中能高越嶺道的「能高飛瀑」即為夫婦瀑布。

## 解
1. ↑  另有兩階瀑布因地勢遮蔽，於能高越嶺道上僅能看到下兩階瀑布。
2. ↑  根據《臺灣通用電子地圖【NLSC】》、《農航所（正射影像圖）》對照。